# Flor salvaje
 (срп. Дивљи цвет) колумбијско-америчка је теленовела, продукцијске куће Телемундо, снимана током 2011. и 2012.

## Синопсис
Аманда Монтеверде долази у село познато по налазиштима нафте, носећи са собом несрећу и велику одговорност на леђима. Тек што је постала жена, брине се за своје три сестре, које је отац напустио после трагичне смрти њихове мајке и брата.
У очајничком настојању да преброди глад и беду, Аманда долази у бар Лас 4П, тражећи да је запосле као „жену за утеху“, једну од многих жена које служе за задовољство мушкарцима из округа. Управо на овом месту Аманда ће почети да сазрева, тражиће своју будућност и срећу. Уз помоћ Саре, власнице бара Лас 4П, Аманда се од бедне и неуредне девојке трансформише у жену која изазива уздахе мушкараца, а као све „жене за утеху“ добија ново име: Дивљи Цвет.
Њен живот обележиће три мушкарца: Сакраменто, човек који ће јој бити пријатељ и заштитник, Пабло који ће у њеном животу представљати лудост и страст и Дон Рафаел, који ће покушати да буде њен власник, који ће је поседовати. На дан када почне да ради у бару, упркос томе што је изабрала да пружа утеху свим момцима, Аманда ће бити обележена као жена једног човека — Дон Рафаела, моћног и суровог тиранина, који одлучује да ће Дивљи Цвет бити само његов.
Ипак, то ексклузивно право на поседовање подразумева само тело, будући да је Аманда своје срце резервисала за некога ко ће јој помоћи да открије љубав, а тај неко биће Пабло, први младић који ће је натерати да осети луду, неконтролисану страст, и због кога ће бити спремна да остави све. Током буре осећања коју Аманда проживљава, Сакраменто ће све време бити уз њу, као пријатељ и брат, као безусловна подршка, али и човек који је воли упркос свему.
Аманда ће променити много лица, од којих истовремено ниједно неће бити њено и схватиће да срећа није корачање путем којим су друге жене већ прошле. Њена срећа биће у крчењу сопственог пута и у спознаји да ће једино она моћи да испише странице своје приче.

## Улоге
| Глумац:              | Улога:                        |
| -------------------- | ----------------------------- |
| Моника Спир          | Аманда Монтеверде             |
| Тони Далтон          | Рафаел Уријета                |
| Хосе Луис Ресендес   | Пабло Агилар                  |
| Роберто Манрике      | Сакраменто                    |
| Марија Елиса Камарго | Каталина Ларасабал де Уријета |
| Грегорио Пернија     | Маријано                      |
| Ђералдин Сивик       | Мина                          |
| Норкис Батиста       | Сара                          |
| Анхелине Монкајо     | Корекаминос                   |
| Индира Серано        | Олгита                        |
| Каролина Гајтан      | Алисија                       |
| Клаудија ла Гата     | Клара                         |
| Вивијана Коралес     | Росио                         |
| Педро Паласио        | Пируетас                      |
| Франциско Боливар    | Дуди                          |
| Хосе Луис Паниагуа   | дон Рајмундо Рохас            |
| Лаура Торес          | Сусана Монтеверде             |
| Сусана Рохас         | Ана Монтеверде                |
| Сара Кинтеро         | Беба                          |
| Хуан Пабло Раба      | Емилијано Монтеверде          |
| Хулио Ечевери        | Абелардо Монтеверде           |
| Линда Лусија Каљехос | Калсонес                      |
| Марта Калдерон       | доња Брихида Рохас            |
| Ђонатан Ислас        | Абел Торес                    |